# Gas de fusta
El gas d'aire és un gas combustible format per una barreja de nitrogen, monòxid de carboni i, una part mínima de diòxid de carboni i hidrogen, que s'obté per la combustió de carbó o de fusta en la presència d'una quantitat d'aire insuficient perquè sigui una combustió completa. El gas d'aire s'utilitza en metal·lúrgia.
Els cremadors on té lloc el procés anterior es coneixen amb el nom de gasògens, l'equip consta d'una cambra cilíndrica de 3-5 metres d'alçada fet de xapa amb un diàmetre de 2 metres i recoberta interiorment amb un material refractari. A la base hi ha col·locada una reixeta en forma de con on es recull el carbó de coc (de 2 metres d'alçada) i a través del qual es filtra l'aire.

## Producció
S'activa la combustió i s'observa que en la part pròxima a la reixeta pateix una combustió completa:
C + O₂ →	CO₂ ΔH = -97.000 cal 
Ja que la reacció és exotèrmica, s'arriba a una temperatura de 1.200-1.250 °C, i el diòxid de carboni creat passa més enllà de la capa de coc i es produeix la reacció:
CO₂ + C → 2 CO ΔH = +38.200 cal  (equilibri de Boudouard)
A una temperatura de 900 °C s'observa que l'equilibri està gairebé tot desplaçat cap a la dreta, per tant, s'obté pràcticament només monòxid de carboni, encara que pot quedar d'un 2 a un 3% de diòxid de carboni, la reacció final serà:
2 C + O₂	→ 2 CO ΔH = -58.800 cal 